# 에르빈 비케르트

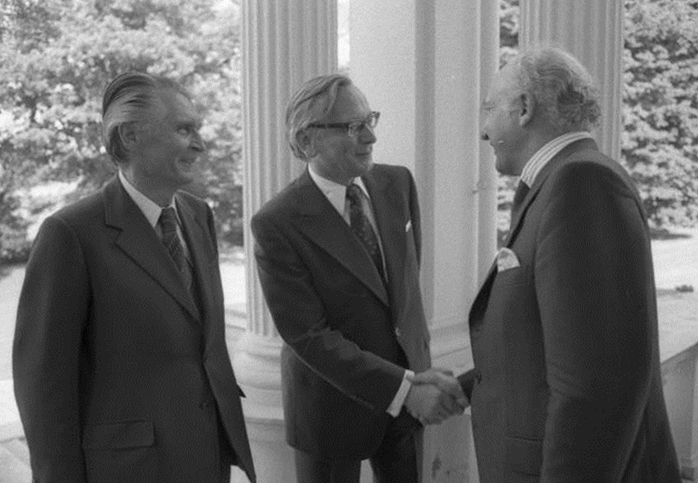
1972년 당시 하이네만, 셸 등과 함께한 비케르트(사진에서 맨 왼쪽이 비케르트, 사진 왼쪽부터 비케르트, 하이네만, 셸

에르빈 오토 후민 비케르트(Erwin Otto Humin Wickert, 1915년 1월 7일 ~ 2008년 3월 26일)는 독일의 외교관, 대학 교수이다.
그는 루마니아 주재 서독 대사, 중화인민공화국 주재 서독 대사 등을 지냈다.